# Nephrotoma colorata
Nephrotoma colorata is een tweevleugelige uit de familie langpootmuggen (Tipulidae). De soort komt voor in het Australaziatisch gebied.